# Czyżiwka (obwód chmielnicki)
Czyżiwka (ukr. Чижівка) – wieś na Ukrainie, w obwodzie chmielnickim, w rejonie zasławskim. W 2001 roku liczyła 286 mieszkańców.